# محمودي (بزنجان)
محمودي (بالفارسية: محمودی) هي قرية تقع في إيران في قسم بزنجان الريفي. يقدر عدد سكانها بـ 28 نسمة .